# Jaan Kikkas
Jaan (Juhan) Kikkas (Valga, 5. lipnja 1892. – Tallin, 9. ožujka 1944.), estonski dizač utega srednjeteške kategorije, osvajač brončanog odličja na Olimpijskim igrama 1924.
U mladosti je trenirao biciklizam te s 29 godina prelazi na hrvanje. Već sljedeće godine osvaja 4. mjesto na Svjetskom prvnstvu. Svoj jedini nacionalni naslov osvojio je 1925. godine. U mirovini je vodio kovačnicu u Tallinu, gdje je poginuo tijekom sovjetskog zračnog napada u ožujku 1944. u 52. godini života.
Držao je pet olimpijskih i tri estonska nacionalna rekorda. Bio je član boksačkog kluba "Kalev" iz Tartua.